# Шасла, Анри
Анри́ Шасла́ (фр. Henri Jean Saint-Ange Chasselat; 1813—1880) — французский художник.

## Биография
Родился в 1813 году в Париже в семье художника Шарля Шасла.
Был удостоен Римской премии. Выставлялся в Парижском салоне с 1833 по 1868 годы.
Умер в 1880 году в Париже.

Некоторые работы
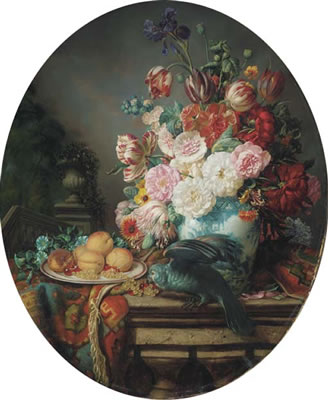
Still Life with a Parrot, Fruits, Flowers
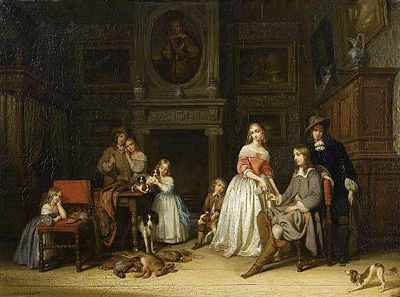
Inspecting the day's bag
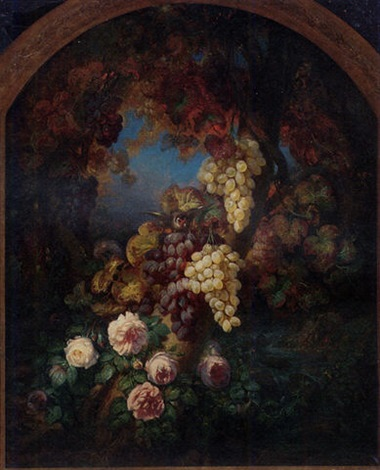
A cornucopia of fruit and flowers in a garden